# Temerla (paroisse civile)
Pour les articles homonymes, voir Temerla.
Temerla est l'une des trois divisions territoriales et statistiques dont l'une des deux paroisses civiles de la municipalité de Nirgua dans l'État d'Yaracuy au Venezuela. Sa capitale est Temerla.

## Géographie

### Démographie
Hormis sa capitale Temerla, la paroisse civile possède plusieurs localités, toutes situées sur la voie Ramal-2 :
- Las Vegas
- Santa Rosa
- Temerla
- Vallecito

### Relief
La paroisse civile est centrée sur une plaine agricole où se trouve sa capitale entourée de massifs où culminent plusieurs sommets qui marquent la limite administratives avec les divisions voisines, dont au nord le cumbre Lara qui marque la limite avec l'État de Lara et vers l'ouest et le sud en limite de la paroisse civile d'El Guayabo le cerro El Escondido, le cumbre de Agua Negra, le cerro La Carmelita, l'alto de Candelaria ; au sud-est, en limite du Lara, les cumbres de Capotillo et el Orégano et le cerro Compoamor. Le territoire abrite également au nord de Temerla les cerros Quiñones, Bucaral, La Florida, Guarataro et Santa Rosa, le cumbre El Seis, tandis qu'à l'ouest et au sud se trouvent les cerros Las Quebraditas et Vallecito. À l'extrémité sud-ouest, à la limite avec divisions territoriales de Capitale Nirgua et Salom se trouvent le cumbre Gamelotal et l'alto La Palma.